# Guardia costiera dell'India
La Indian Coast Guard - भारतीय तट रक्षक - Bharatiya Thatrakshak (in lingua italiana: Guardia costiera indiana) è l'organismo cui compete la salvaguardia della vita umana ed il coordinamento di ricerca e salvataggio (SAR) in mare nonché la gestione amministrativa, la sicurezza della navigazione, la difesa delle acque territoriali indiane e della Zona economica esclusiva.

## Mezzi Aerei
| Aeromobile                        | Origine  | Tipo                              | Versione (denominazione locale) | In servizio (2022) | Note | Immagine |
| Aerei da pattugliamento marittimo |          |                                   |                                 |                    | |          |
| Dornier Do 228                    | Germania | aereo da pattugliamento marittimo | Do 228MRA                       | 17                 | 17 Do 228MRA in servizio all'ottobre 2018, che saranno sottoposti ad un aggiornamento di mezza vita. |          |
| Elicotteri                        |          |                                   |                                 |                    | |          |
| HAL Dhruv                         | India    | elicottero utility                | Dhruv Mk.IDhruv Mk.III          | 214                | 9 in servizio all'ottobre 2018. Ulteriori 16 Dhruv Mk.III ordinati a marzo 2018, che saranno consegnati entro il 2025. I primi 3 Dhruv Mk.III sono stati consegnati il 12 giugno 2021. Il 26 marzo 2023 uno dei sedici esemplari di Dhruv Mk. III è stato perso in un incidente. Ulteriori 9 esemplari sono stati ordinati a marzo 2024. Un Dhruv Mk.III è stato perso il 5 gennaio 2025. |          |
| HAL Chetak                        | India    | elicottero utility                | Chetak                          | 21                 | |          |